# Lepanthes barbae
Lepanthes barbae är en orkidéart som beskrevs av Rudolf Schlechter. Lepanthes barbae ingår i släktet Lepanthes och familjen orkidéer. Inga underarter finns listade i Catalogue of Life.